# Herbert Wilhelmy

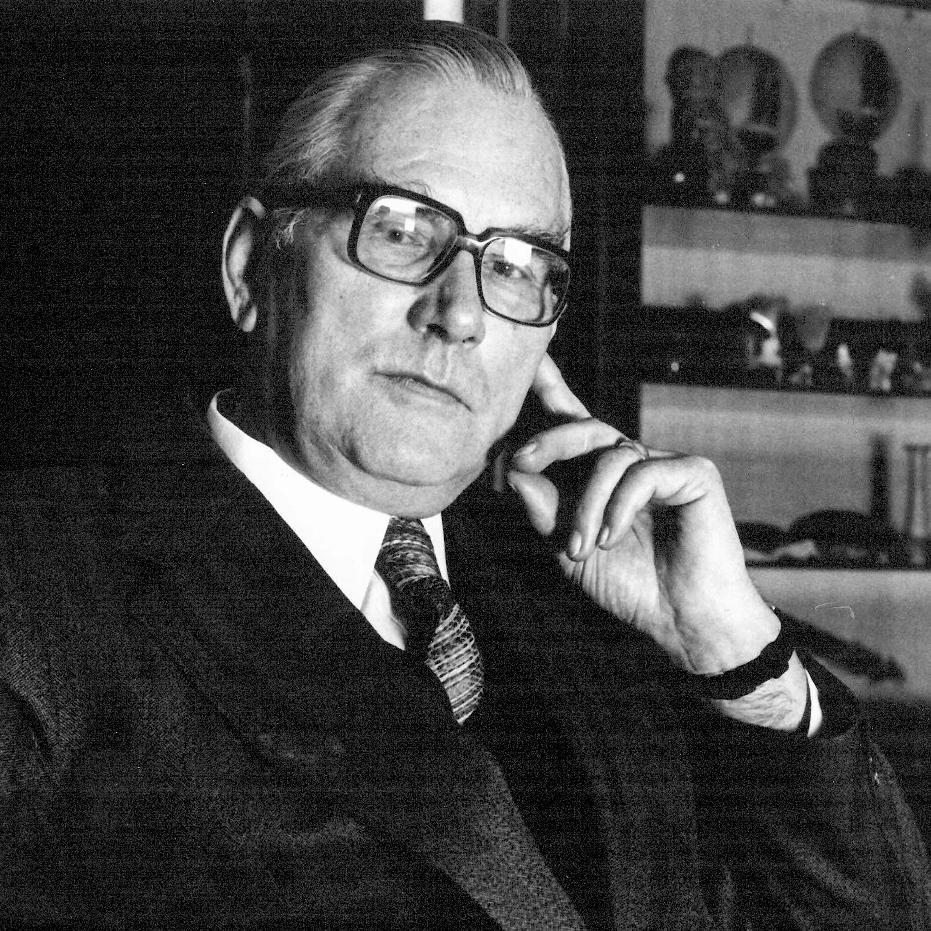
Herbert Wilhelmy (1980)

Herbert Wilhelmy (* 4. Februar 1910 in Sondershausen; † 1. Februar 2003 in Tübingen) war ein deutscher Geograph.

## Leben
Wilhelmy studierte Geographie, Geologie und Völkerkunde an den Universitäten Gießen, Bonn, Wien (1930) und zuletzt Leipzig. 1932 folgte dann bei Heinrich Schmitthenner, einem Schüler Alfred Hettners, die Promotion mit der geomorphologischen Arbeit über Die Oberflächenformen des Iskergebietes. Eine Morphogenese Westbulgariens. Auch seine Habilitation in Kiel als Assistent von Oskar Schmieder (ab 1932) widmete sich Hoch-Bulgarien: Die ländlichen Siedlungen und die bäuerliche Wirtschaft (1935), Sofia, Wandlungen einer Großstadt zwischen Orient und Okzident (1936). An der Universität Kiel 1939 bezahlte Diätendozentur, 1942 außerordentliche Professur bis 1954, unterbrochen durch eine Einberufung als Meteorologe und Leiter eines Forschungsinstituts in Mykolajiw / Ukraine (1941–1943).
1954 nahm er einen Ruf an die Universität Stuttgart als Nachfolger von Hermann Lautensach an.
1959/60 hatte er eine Gastprofessur an der University of California, Berkeley inne, wo er mit James J. Parsons (1915–1997) – einem Schüler von Carl O. Sauer (1889–1975) – arbeitete und das Interesse von William M. Denevan (* 1931) für eine Dissertation in den Llanos de Mojos wecken konnte. Anschließend ging er als Nachfolger von Hermann von Wissmann an die Universität Tübingen, wo er 1978 emeritiert wurde.
Seit 1939 war er mit Renate Wilhelmy, geb. Wolf, verheiratet. Aus der Ehe gingen die Kinder Lothar, Uta und Maren hervor.
Der wissenschaftliche Nachlass Wilhelmys befindet sich im Archiv für Geographie des Leibniz-Instituts für Länderkunde in Leipzig.

## Forschung
Wilhelmy war ein Universalist, dessen Forschung ein thematisch breites Spektrum in der Physischen Geographie und in der Humangeographie umfasste. Im physischen Bereich befasste er sich mit den Teilgebieten der Geomorphologie, der Klima- und Vegetationsgeographie und im humanen Bereich mit der Bevölkerungs- und Siedlungsgeographie, insbesondere der kulturgenetischen Stadtgeographie, und der Analyse von Wirtschaftsräumen. Auch auf dem Gebiet der Kartographie war er tätig. Außer mit dem Balkan, den er schon als Wiener Student in den Semesterferien bereiste, beschäftigte er sich seit seiner Kieler Zeit als Schüler von Oskar Schmieder und der Mitarbeit in der Überseedeutschen Forschungsgemeinschaft mit Lateinamerika, insbesondere mit Kolumbien und den La-Plata-Ländern. Er veröffentlichte weiters Arbeiten zum Indus-Delta sowie zwei Bücher über Alexander von Humboldt.

## Mitgliedschaften
- 1955–1957 Vorsitzender des Zentralverbandes der deutschen Geographen
- 1957–1959 Vorsitzender der deutschen Humboldt-Kommission
- 1965–1969 Vorsitzender des Nationalkomitees der Internationalen Geographischen Union
- ab 1973 Mitglied der Deutschen Akademie der Naturforscher Leopoldina
- Mitglied der Accademia Nazionale dei Lincei
- korrespondierendes Mitglied der Österreichischen Akademie der Wissenschaften und der Academía Columbiana de Ciencias
- Ehrenmitglied der Gesellschaft für Erdkunde zu Berlin und der Geographischen Gesellschaften in Stuttgart, Roma, Bogotá, Buenos Aires und Santiago de Chile.

## Ehrungen
- 1965 Karl-Sapper-Medaille für Tropenforschung
- 1980 Bundesverdienstkreuz 1. Klasse als „hochangesehener Botschafter der deutschen Kultur und Wissenschaft“
- 1984 Goldene Alexander-von-Humboldt-Medaille
- 1986 Augsburger Universitätspreis für Spanien-, Portugal- und Lateinamerikastudien

## Schriften
- Kartographie in Stichworten, Verlag Ferdinand Hirt, 5. Auflage 1990 (zuerst in 4 Teilen)
- Geomorphologie in Stichworten, 3 Bände, Verlag Ferdinand Hirt, Neuauflagen Enke Verlag, 6. Auflage 2004, 2007 bearbeitet von Berthold Bauer, Christine Embleton-Hamann
- Reisanbau und Nahrungsspielraum in Südostasien, Verlag Ferdinand Hirt 1975, ISBN 3-554-60105-5
- Klimageomorphologie in Stichworten, Verlag Ferdinand Hirt 1974
- mit G. Borchert, A. Kolb, L. Scheidl, H. Walch, T. D. Zotschew: Erdkunde in Stichworten, 6 Bände, Verlag Ferdinand Hirt, 4. Auflage 1975, 1976 (Teil 1: Allgemeine Geographie, Teil 2: Kultur- und Wirtschaftsräume der Erde, Teil 3: Deutschland, Teil 4: Europa, Teil 5: Asien, Afrika, Australien, Ozeanien, Teil 6: Amerika, Ozeane, Polargebiete)
- Welt und Umwelt der Maya – Aufstieg und Untergang einer Hochkultur, 2. Auflage, Piper Verlag 1989
- Lateinamerika, Kohlhammer 1982
- Ausgewählte Forschungen in Südamerika, Berlin, Reimer 1980
- Klimamorphologie der Massengesteine, 2. Auflage, Akademische Verlagsgesellschaft, Wiesbaden 1981
- Bhutan, München, Beck 1990
- Südamerika im Spiegel seiner Städte, Cram, de Gruyter 1952, 2. Auflage 1968
- mit Wilhelm Rohmeder: Die La Plata Länder, Westermann 1963
- mit Axel Borsdorf: Die Städte Südamerikas. 2 Bände. Gebr. Bornträger 1984, 1985